# Comstock Act

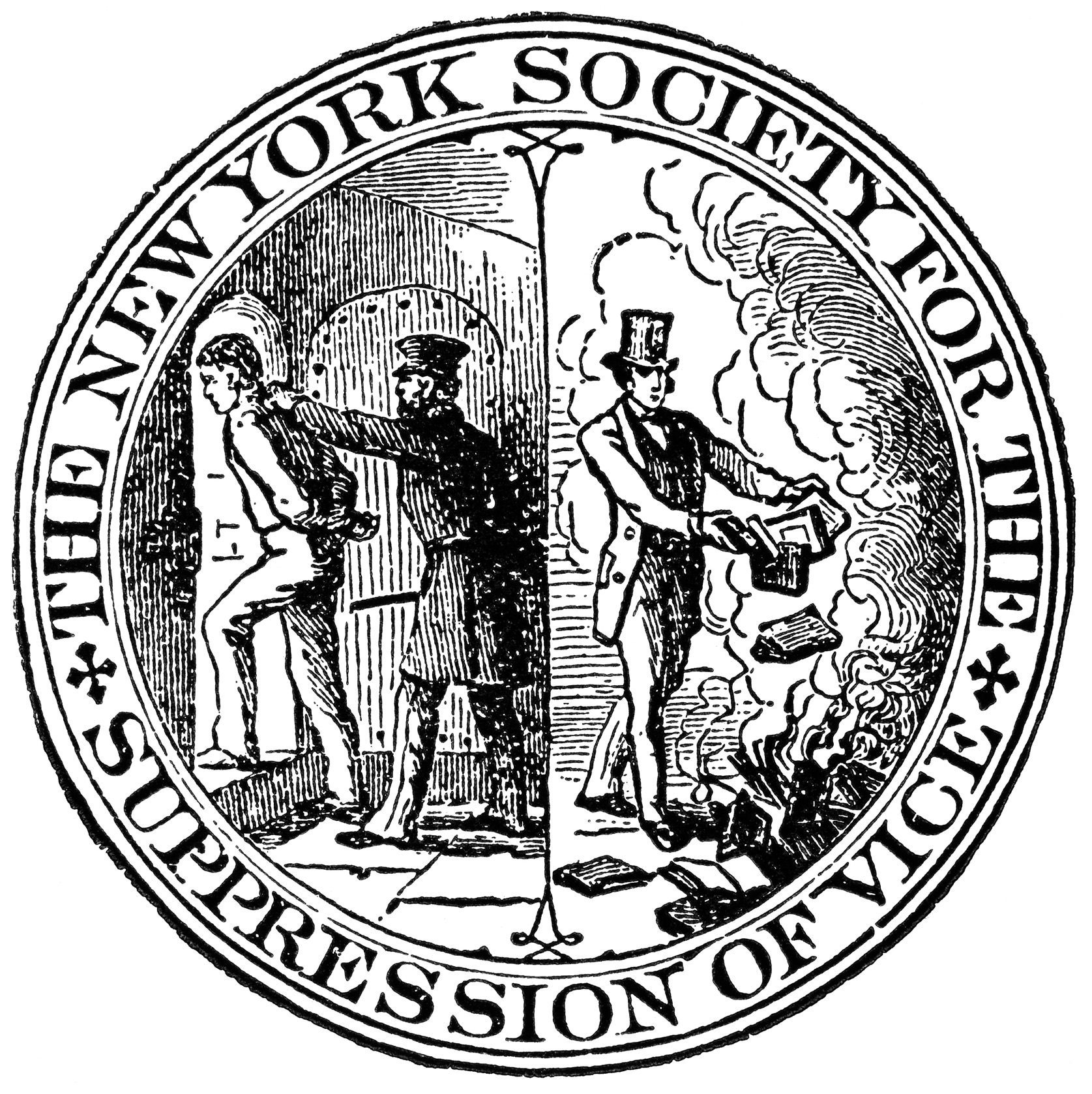
Le symbole de la New York Society for the Suppression of Vice.

Le Comstock Act ou Loi Comstock est une loi fédérale, adoptée par le Sénat des États-Unis le 3 mars 1873. Elle réprime « le commerce et la circulation de la littérature obscène et des articles d'usage immoral ».
La loi rend illégale l'utilisation du service postal des États-Unis pour expédier des articles et matériel érotiques, contraceptifs, produits abortifs et toute information concernant ces éléments,. Ceci empêche certains journaux, notamment anarchistes, de servir leurs abonnés.
Là où le gouvernement fédéral a une compétence directe, comme à Washington, la loi a également érigé en délit, passible d'une amende et d'emprisonnement, la vente, le don ou la possession d'une publication « obscène ».
La moitié des États américains adoptent des lois anti-obscénité similaires interdisant la possession et la vente de matériel obscène, y compris les contraceptifs.
La loi tire son nom de son principal initiateur, Anthony Comstock, impliqué personnellement dans l'élaboration du texte. Comstock reçoit mandat d'agent spécial pour les services postaux des États-Unis qui lui permet de se déplacer armé et d'ouvrir à bord des trains tous les courriers pour en vérifier le contenu.

## Contexte

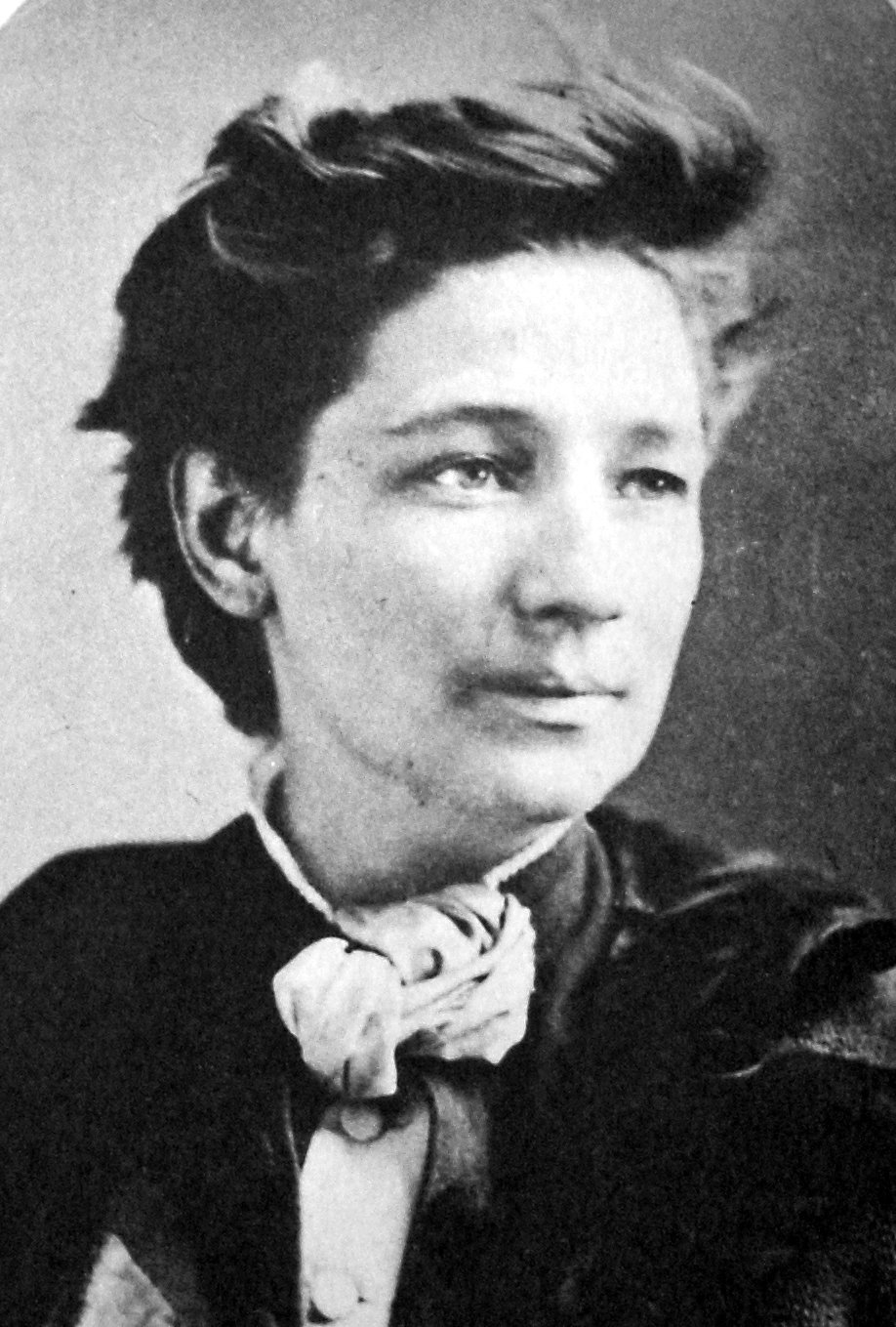
Victoria Woodhull.

Lors de la campagne pour l'élection présidentielle américaine de 1872, Victoria Woodhull, candidate féministe, est arrêtée par Anthony Comstock pour propos obscènes. Elle avait dénoncé avec Tennessee Celeste Claflin, dans le Woodhull and Claflin's weekly, au titre de l'hypocrisie de la morale sexuelle, les relations adultérines qu'entretenait le pasteur Henry Beecher avec la femme de son meilleur ami, Theodore Tilton. Beecher, prêcheur réputé, est un opposant à l'amour libre et les deux amis sont, par ailleurs, abolitionnistes et militants pour le droit de vote des femmes. Le scandale qui s'ensuit marque une rupture dans l'esprit public entre les droits des femmes et le soutien à l'amour libre, ce dernier étant jugé comme mettant en danger le mariage, la religion et l'ordre social. Favorisant la mise en œuvre du Comstock Act sur l'obscénité, cette rupture génère un regain de soutien pour le rôle traditionnel de la famille et l'abandon du débat sur le rôle des femmes en son sein. L'arrestation de Victoria Woodhull et Tennessee Celeste Claflin est suivie d'une vague d'arrestations de militants du mouvement pour l'amour libre.

## Application

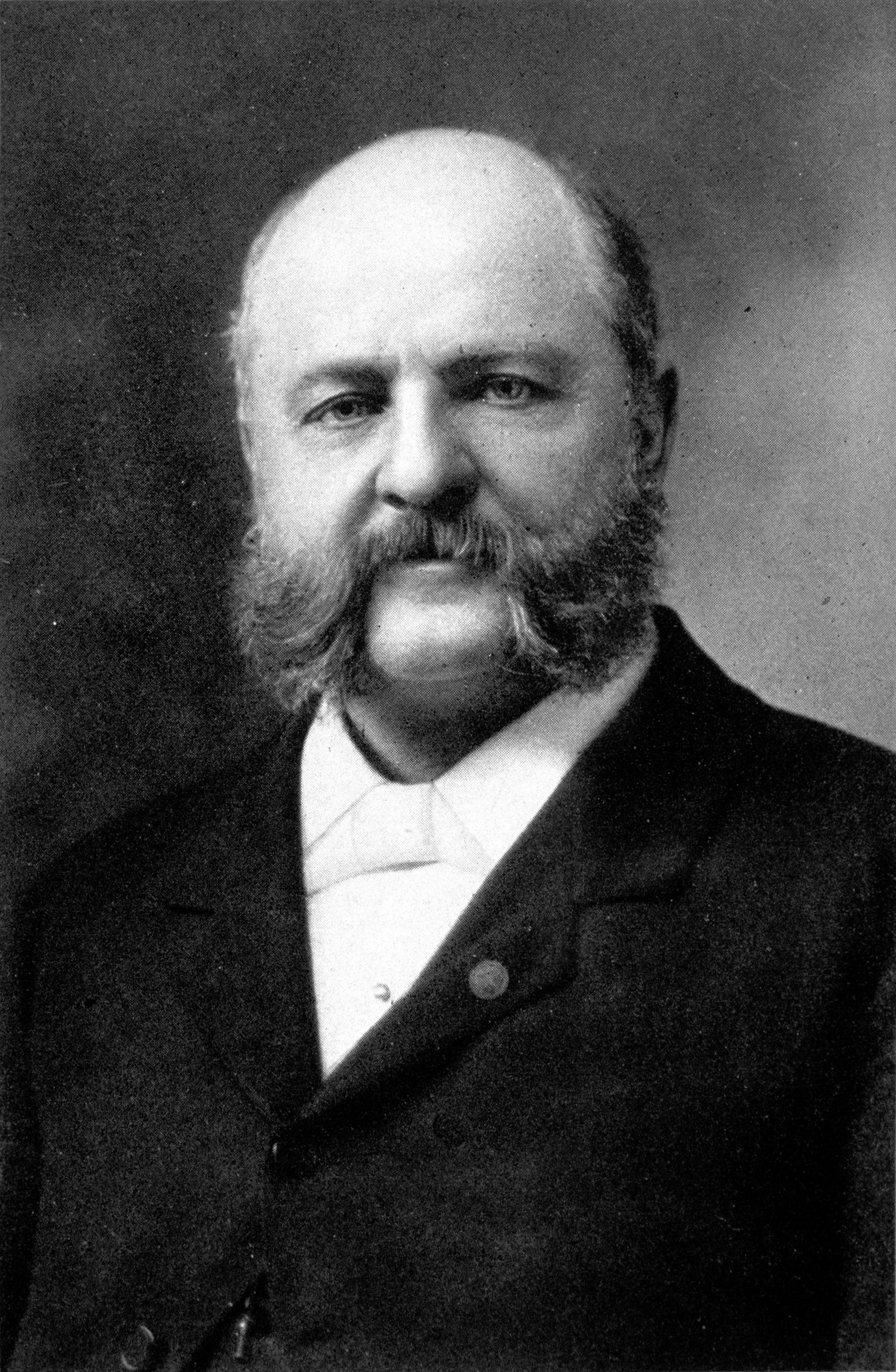
Anthony Comstock.

La loi est appliquée à de nombreuses reprises, tout d'abord par Comstock lui-même, qui se targue d'avoir notamment détruit « 202 679 images et photos obscènes, 12 tonnes de livres obscènes, 64 094 préservatifs « à usage immoral » ».
D'autre part, Comstock participe à la censure d'œuvres d'Aristophane, Walt Whitman, Voltaire, Zola, Balzac et Tolstoï.
Par la suite, de nombreux cas sont recensés, touchant aussi bien des écrits que du matériel médical.
Après la Seconde Guerre mondiale, la Cour suprême des États-Unis, à l'occasion de plaintes portées contre des romans de William Faulkner et d'autres écrivains réputés, commence à se poser la question de la définition de l'obscénité, afin de distinguer littérature et matériel pornographique.
En 1957, elle statue que l'obscénité n'est pas protégée par le Premier amendement de la Constitution des États-Unis, lequel interdit les lois limitant la liberté d'expression, mais qu'une œuvre doit s'analyser non pas à partir d'un passage isolé, mais de sa globalité. À ce titre, elle autorise, au cas par cas, de nombreux livres incriminés.
Se basant sur l'arrêt Roth de 1956, elle produit, en 1960, une nouvelle définition, assez subjective, faisant appel à des notions telles que « l'intérêt malsain porté au sexe », le caractère « manifestement choquant » pour « personne standard, en application des normes sociales de l'époque », « tout à fait sans importance sociale rédemptrice ».

## Critiques
La loi est surtout critiquée pour ses atteintes aux libertés individuelles et de la presse.
La loi est qualifiée de Comstockery à partir 1895, tout d'abord dans un éditorial du New-York Times. Ce terme est ensuite repris par et attribué à Bernard Shaw, dont la pièce Man and Superman est retirée de l'affichage public en 1905. Celui-ci ironise : « Comstockery est la plaisanterie mondialement en vigueur au détriment des États-Unis. L'Europe aime entendre de telles choses. Elle confirme la conviction profonde de l'Ancien Monde que l'Amérique est finalement un lieu provincial, une civilisation de seconde zone. ».

## Oppositions

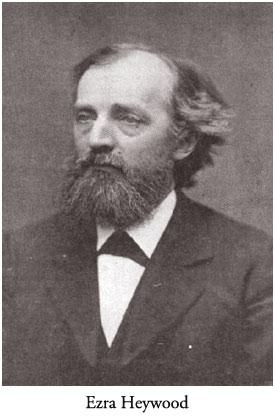

En 1873, Ezra Heywood crée la New England Free Love League (Ligue de la Nouvelle-Angleterre pour l'amour libre), afin de préparer une tournée de conférences de Victoria Woodhull. Il crée aussi un « Bureau de l'amour libre » (Free love bureau) destiné à faciliter les rencontres par correspondance à l'attention des personnes en recherche d'un conjoint. Ces actions, ainsi que la promotion qu'il fait avec son épouse des méthodes de planification des naissances, et les discussions qu'il tient sur les aspects médicaux, psychologiques et moraux de la vie sexuelle lui valent de nombreux ennuis judiciaires, dont une condamnation de deux ans aux travaux forcés en 1878. Cette condamnation en vertu des lois du Comstock Act suscite une manifestation de protestation de 6 000 personnes et une pétition signée par 70 000 personnes demande l'abrogation de la loi, permettant de poursuivre pour obscénité les publications les plus diverses.

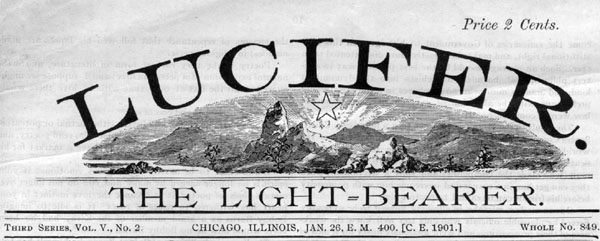
Lucifer, The Light-Bearer.

En 1896, Lucifer, The Light-Bearer (Lucifer, Le Porteur de Lumière) est harcelé par le service postal fédéral qui saisit et détruit de nombreux numéros du journal. En février 1887, les rédacteurs sont arrêtés en vertu du Comstock Act, à la suite de la publication d'une lettre assimilant les relations sexuelles imposées dans le cadre du mariage à un viol. Un procureur du district de Topeka formule 216 actes d'accusation.

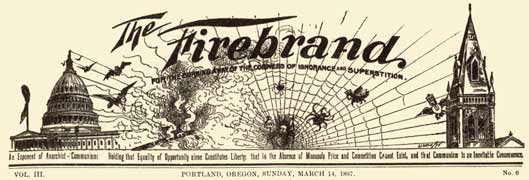
The Firebrand.

La même année, afin de provoquer délibérément le Comstock Act, dans un mouvement de désobéissance civile, The Firebrand (Le Brandon), sous-titré : « For the Burning Away of the cobwebs of Superstition and Ignorance » (Pour brûler les toiles d'araignée de la superstition et de l'ignorance), publie A Woman Waits for Me (Une femme m’attend), un poème de Walt Whitman. Tous les rédacteurs et éditeurs du journal sont arrêtés et accusés d'avoir publié des écrits « obscènes » pour le poème de Whitman et une lettre intitulée « It Depends on the Women » signée AEK. La lettre de AEK présentait différentes situations hypothétiques dans lesquelles des femmes refusaient de consentir à des relations sexuelles avec leurs maris ou leurs amants, et défendait la position selon laquelle la véritable libération nécessite une éducation des deux sexes et celle des femmes en particulier.
Margaret Sanger, militante pour la contraception à l'origine de l'expression « contrôle des naissances » a défié à de nombreuses reprises la loi Comstock. En 1918 par exemple, elle est inculpée par un tribunal new-yorkais pour avoir distribué des informations sur la contraception, ce qui était illégal aux yeux de la loi Comstock, pour des raisons d'"obscénité". En appel, sa condamnation sera annulée : les contraceptifs peuvent être promus légalement dans un but médical.